# モニカ・メディナ
モニカ・P・メディナ（英語: Monica P. Medina、1962年 - ）は、米国の弁護士であり、海洋および国際環境科学問題担当国務次官補を務める元陸軍将校である。メディナは以前、米国海洋大気庁の主席副次官、副司法次官、および法務顧問を務めた。彼女はまた、国際捕鯨委員会の米国委員でもあった。

## 初期の人生と教育
メディナは1979年に陸軍予備役将校訓練課程の奨学金を受け取り、ジョージタウン大学で文学士を取得した。 彼女はコロンビア大学ロースクールから法学博士を受け取った。

## キャリア
メディナは陸軍の法務顧問でキャリアを開始し、米国陸軍で現役を務めた。

### キャピトルヒル
1989年から1992年まで、彼女は米国上院環境公共事業委員会の上級顧問を務めた。

### クリントン政権
1992年、彼女はジャネット・レノから任命され、司法省の副司法長官を務め、環境部門を監督した。 メディナはその後、1997年から1999年までNOAAの法務顧問に任命された。NOAAの法務顧問として、メディナはいくつかの国際交渉で米国を代表し、合衆国控訴裁判所の前で重要な訴訟を主張して勝訴した。

### 2000年–2008年
メディナはピュー環境グループの上級役員を務め、海洋法と政策の問題についてアドバイスと支援を提供した。 メディナは、またInternational Fund for Animal Welfareの米国事務所で働き、Heller Ehrmanの法律事務所でパートナーとして数年間過ごし、環境法、会社法とバイオテクノロジーを専門とした。 メディナはバラクオバマ大統領移行チームに参加した。

### オバマ政権
オバマ政権では、メディナは国際捕鯨委員会の海洋と大気の主席副次官を務めた。メディナは国際捕鯨委員会の米国委員も務めた。メディナは、北極圏の保全、2010年メキシコ湾原油流出事故後のメキシコ湾の回復、絶滅危惧種の保全、および漁業の管理と執行に関する取り組みを主導した。
メディナは後にレオン・パネッタアメリカ合衆国国防長官の特別補佐官を務め、軍隊での女性に対する差別をなくし、軍隊の性的暴行に対処する役割を果たした。メディナはまた、厳密に性別のために「戦闘」の立場からの女性の禁止を覆す規則を起草した。メディナは後に国防省奉仕における女性に関する諮問委員会のメンバーを務めた。

### 2013年–現在
メディナは現在、気候変動と環境に関するメールマガジンであるOurDailyPlanetを運営している。 以前は、WaltonFamilyFoundationで環境プログラムの副所長を務めた、ジョージタウン大学のSchoolofForeignServiceの副教授。 Walton Family Foundationに参加する前は、NationalGeographicSocietyで海洋政策のシニアディレクターを務めた。メディナは、Service Women’sActionNetworkおよびGeorgetownSustainableOceansAllianceの理事会の理事でもある。
メディナは、The New York Times、HuffPost、The HillおよびUSAトゥデイのオピニオンを執筆した。メディナは環境政策について頻繁に執筆しており、グリーンニューディールを支持するコラムを執筆している。メディナはMSNBC、CNN、CGTN America、NPRに出演している。
2021年4月、メディナはバイデン政権の海洋・国際環境科学担当のアメリカ合衆国国務次官補に指名された。彼女の指名は、2021年8月4日に上院外交委員会によって好意的に報告された。メディナは、2021年9月28日に61票対36票の投票によって上院全体によって正式に承認された。

## 賞
陸軍での功績により、メディナは1989年に栄誉勲章を、1990年に功労勲章を授与された。2013年には、メディナはレオン・パネッタ国防長官により 国防総省功労勲章を授与された。

## 私生活
メディナはジョー・バイデン大統領の首席補佐官ロン・クレインと結婚している。クレインは2人の米国 副大統領から元参謀長と元米国エボラ対応コーディネーターを任じされてきた。 メディナとクレインはジョージタウンで学部生として出会った。彼女らには3人の子供がいる。